# Polyphaenis alliacea
Polyphaenis alliacea är en fjärilsart som beskrevs av Ernst Friedrich Germar 1842. Polyphaenis alliacea ingår i släktet Polyphaenis och familjen nattflyn. Inga underarter finns listade i Catalogue of Life.